# 今日も一日
『今日も一日』（きょうもいちにち）は、柳原良平による日本の4コマ漫画作品。読売新聞夕刊に連載された。
1962年（昭和37年）3月25日から1966年（昭和41年）6月21日まで全1450回連載された。

## 内容
アンクルトリスに似た、和服姿の男性が主人公。その主人公が、周囲の人や日常の諸現象に対して小気味良い「毒」を放つ。その「毒」はイヤミであったり、いたずらであったり、様々。新聞連載漫画での風刺作品は数あるが、ブラックユーモアを主題とした異色の毒舌漫画であった。

## 登場人物
シマやん
25歳。有力者。アンクルトリスに似たシニカルな独身男性。常に和服を着用。最終回でプロポーズに成功するが、主人公よりも意地の悪い作者の策略にハマり、結婚までは描かれなかった。
平山くん
30歳。サラリーマン。
柏木先生
35歳。自由業。恐らく文筆家。
ヨシ子さん
28歳。独身女性。一応本作のマドンナ。最終回でシマやんのプロポーズを受諾する。

## 備考
- 連載開始当初の社告では「（この作品の登場人物は）いい人たちです」と紹介されており[1]、シマやん以外も含めた登場人物が全て主役格に位置付けられていた（連載開始後すぐに、シマやんが主人公に固定された）。
- 連載開始当初の作者名義は「柳原良平+α」であった。この「+α」は山口瞳、酒井睦雄が担当した[1]。